# Epinephelus undulatostriatus
Epinephelus undulatostriatus es una especie de peces de la familia Serranidae en el orden de los Perciformes.

## Morfología
Los machos pueden llegar alcanzar los 61 cm de longitud total.

## Distribución geográfica
Se encuentra en Australia (desde el sur de Queensland - Gran Barrera de Coral - hasta Nueva Gales del Sur).